# Linha Nova
Linha Nova este un oraș în Rio Grande do Sul (RS), Brazilia.